# Physetopoda mendizabali
Physetopoda mendizabali is een vliesvleugelig insect uit de familie van de mierwespen (Mutillidae). De wetenschappelijke naam van de soort is voor het eerst geldig gepubliceerd in 1956 door Suarez.